# Chrysothlypis salmoni
Chrysothlypis salmoni là một loài chim trong họ Thraupidae.